# 밀크 커피
밀크 커피(영어: milk coffee→우유 커피)는 커피에 우유를 넣어 만든 음료이다.

## 이름
- 갈리시아어: café con leite 카페 콘 레이티
- 그리스어: καφές με γάλα 카페스 메 갈라[*]
- 덴마크어: kaffe med mælk 카페 메드 멜크[*]
- 네덜란드어: koffie verkeerd 코피 페르케이르트[*]
- 노르웨이어: kaffe med melk 카페 메 멜크[*]
- 독일어: Milchkaffee 밀히카페[*]
- 말레이어: kopi susu 코피 수수[*]
- 바스크어: kafesne 카페스네
- 베트남어: cà phê sữa 까페 스어[*]
- 스웨덴어: kaffe med mjölk 카페 메드 미엘크[*]
- 스페인어: café con leche 카페 콘 레체[*]
- 아랍어: قهوة بالحليب 까화 빌할립[*]
- 아이슬란드어: kaffi með mjólk 카피 메드 미올크
- 영어: milk coffee 밀크 커피[*]
영국 영어: white coffee 화이트 커피
미국 영어: coffee with milk 커피 위드 밀크
- 인도네시아어: kopi susu 코피 수수[*]
- 카탈루냐어: cafè amb llet 카페 암 례트
- 태국어: กาแฟใส่นม 까패 사이 놈[*]
- 튀르키예어: sütlü kahve 쉬틀뤼 카흐베[*]
- 포르투갈어: café com leite 카페 콩 레이트[*]
브라질 포르투갈어: café com leite 카페 콩 레이치
- 폴란드어: kawa biała 카바 비아와[*]
- 프랑스어: café au lait 카페 오 레[*]
- 핀란드어: maitokahvi 마이토카흐비[*]

## 종류

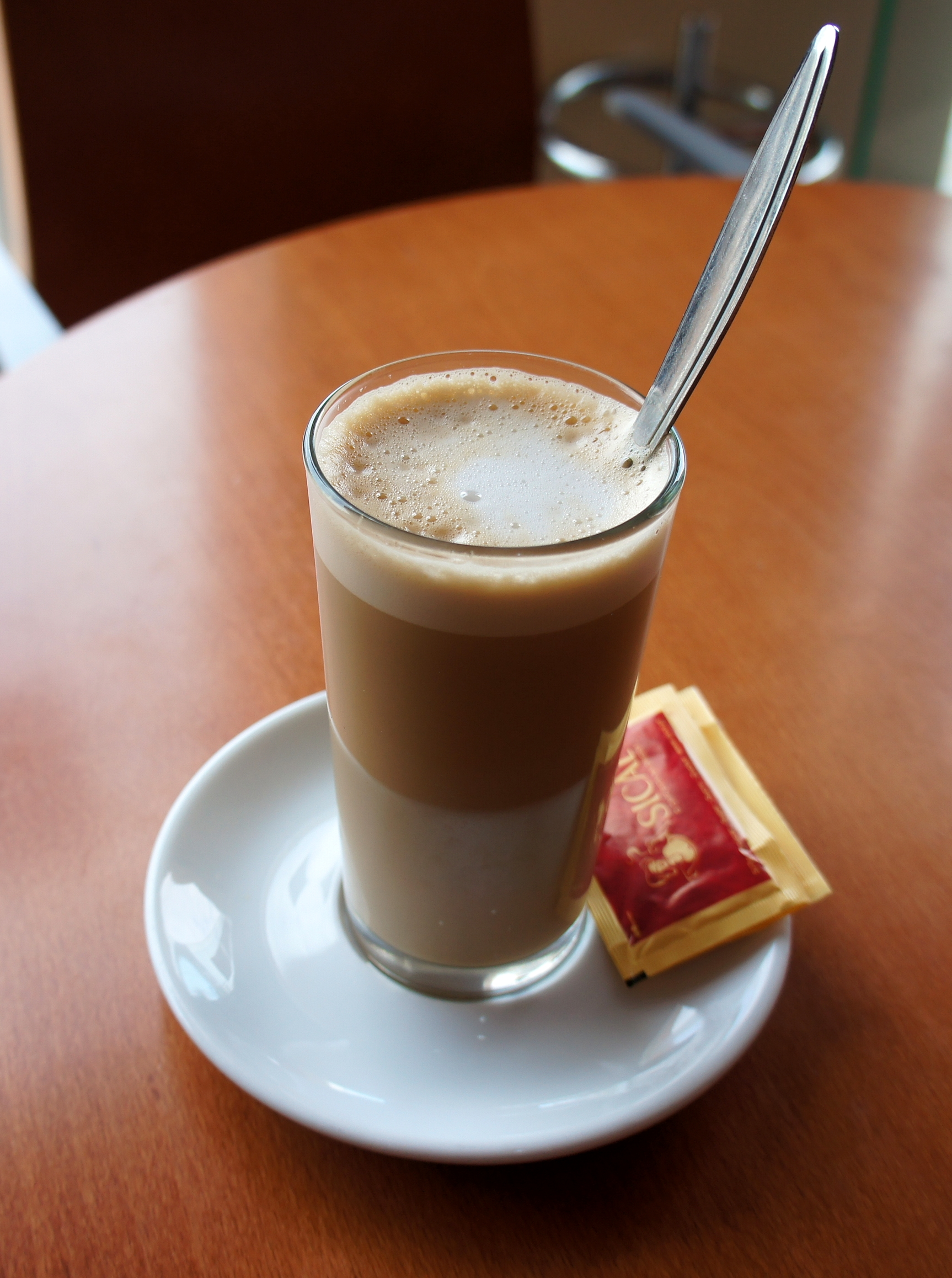
갈랑 (포르투갈)
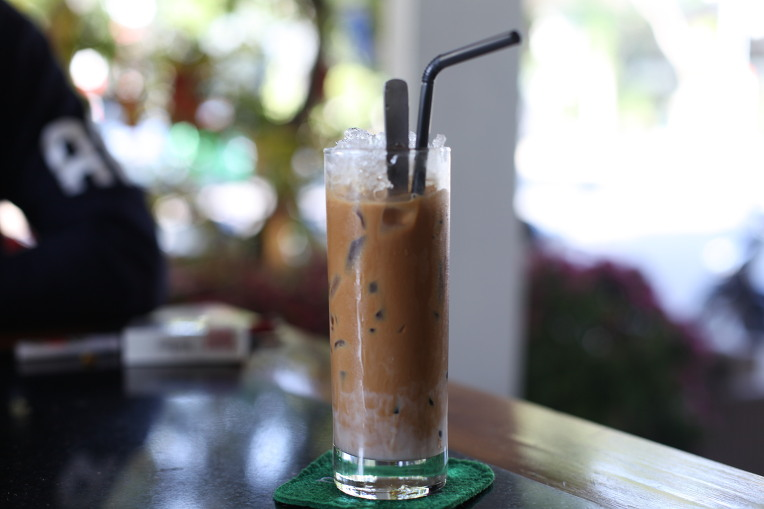
까페 스어 다 (베트남)
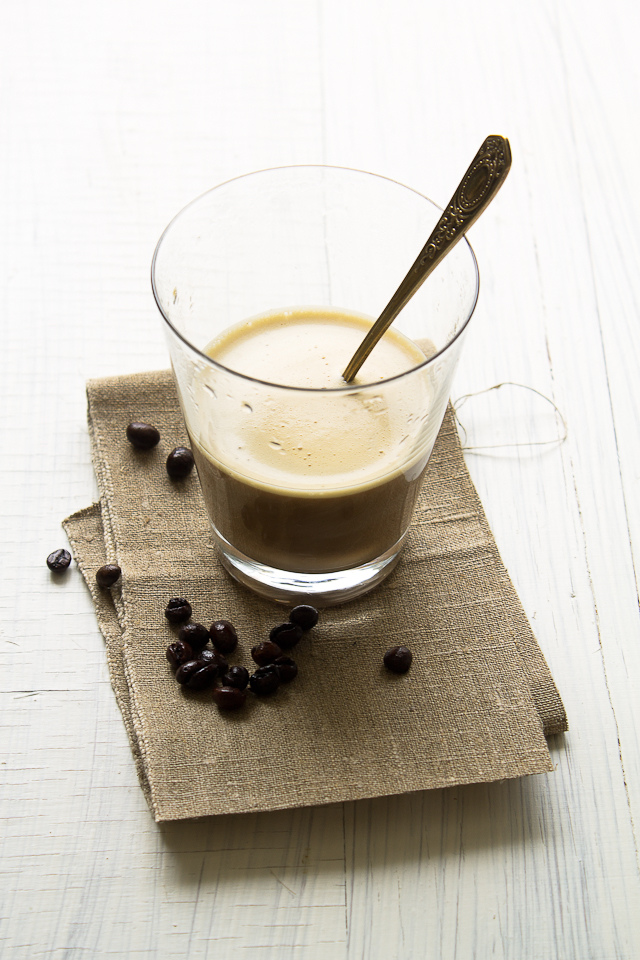
까페 쯩 (베트남)
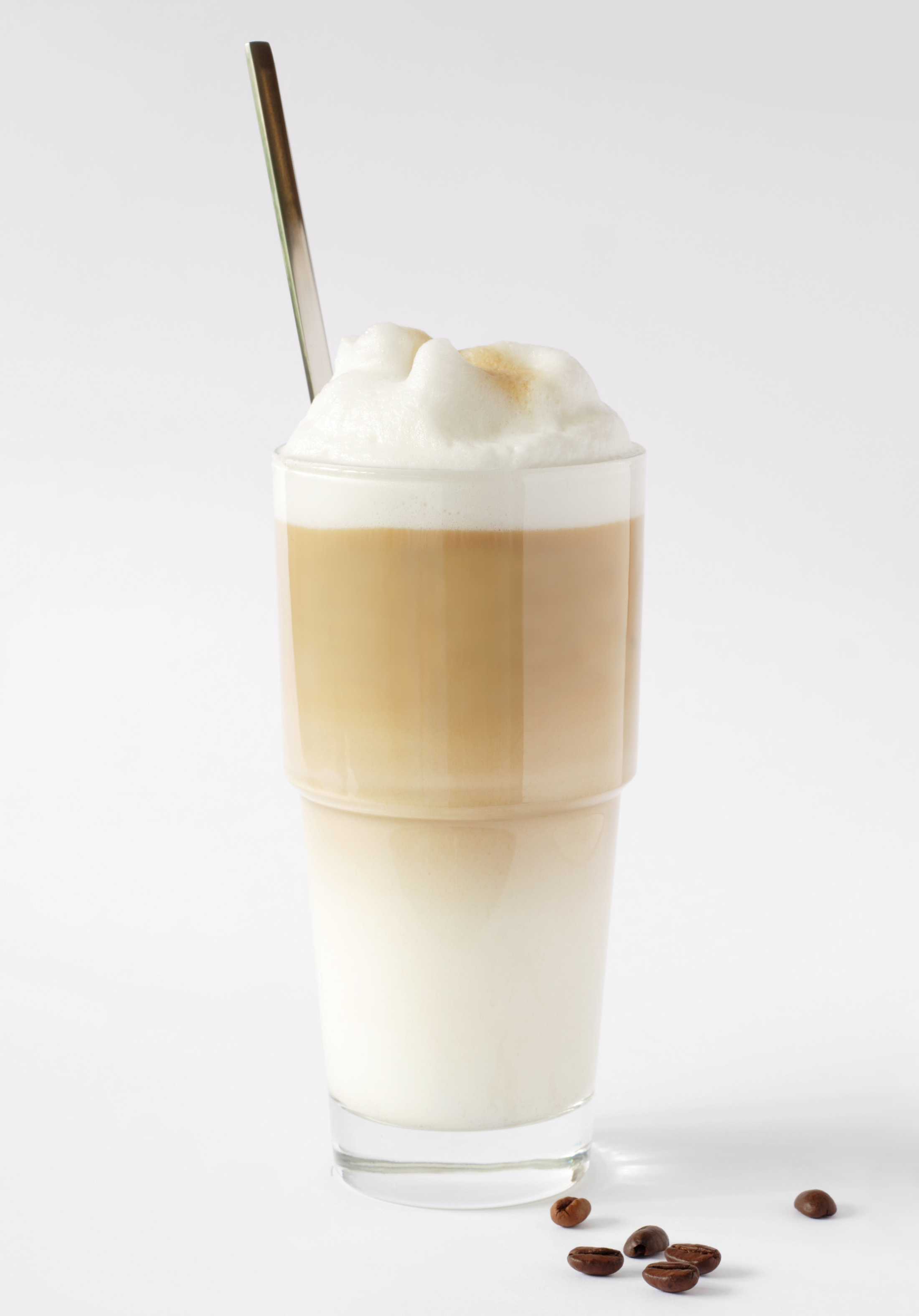
라테 마키아토 (이탈리아)
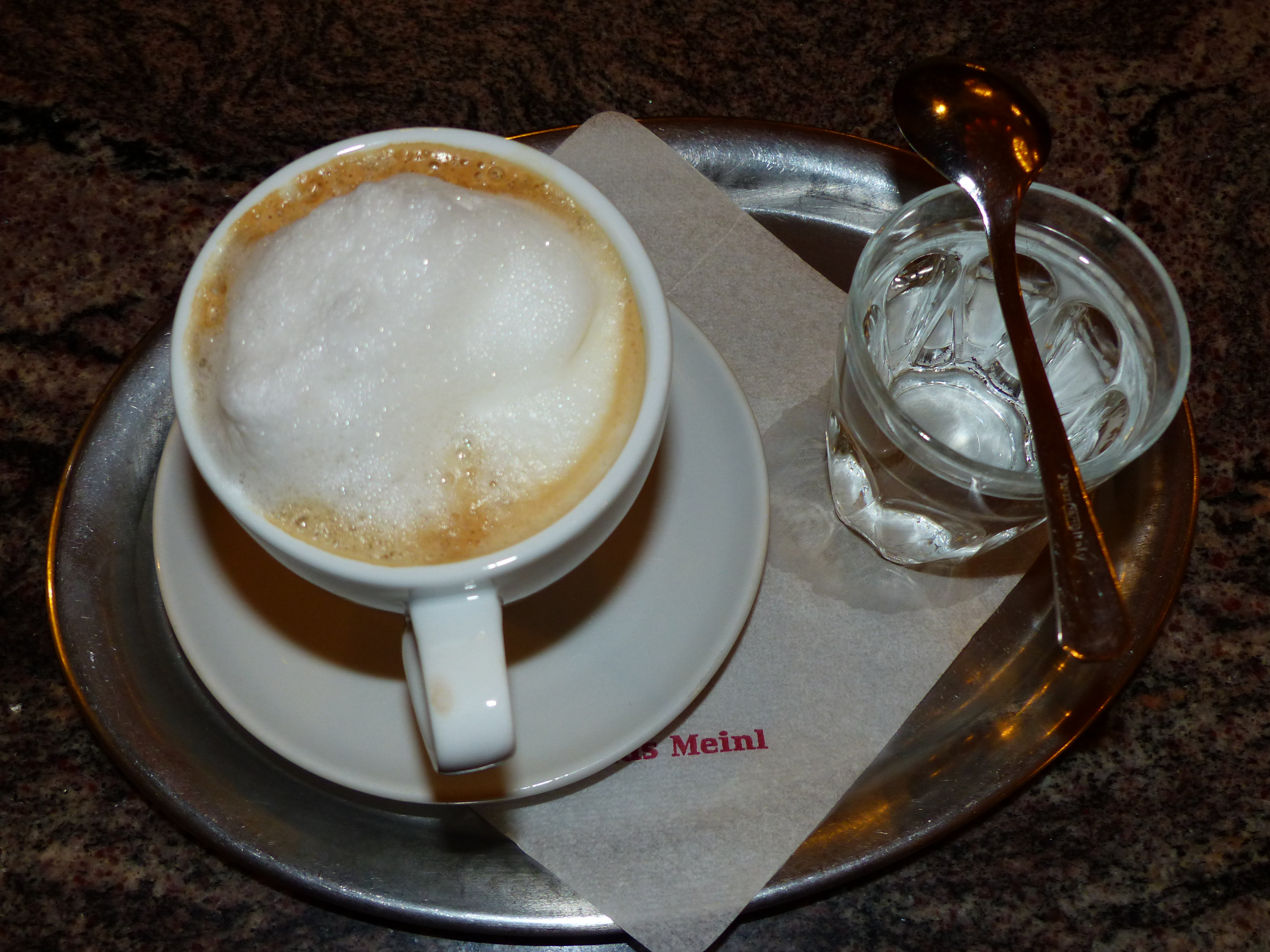
멜랑슈 (오스트리아)
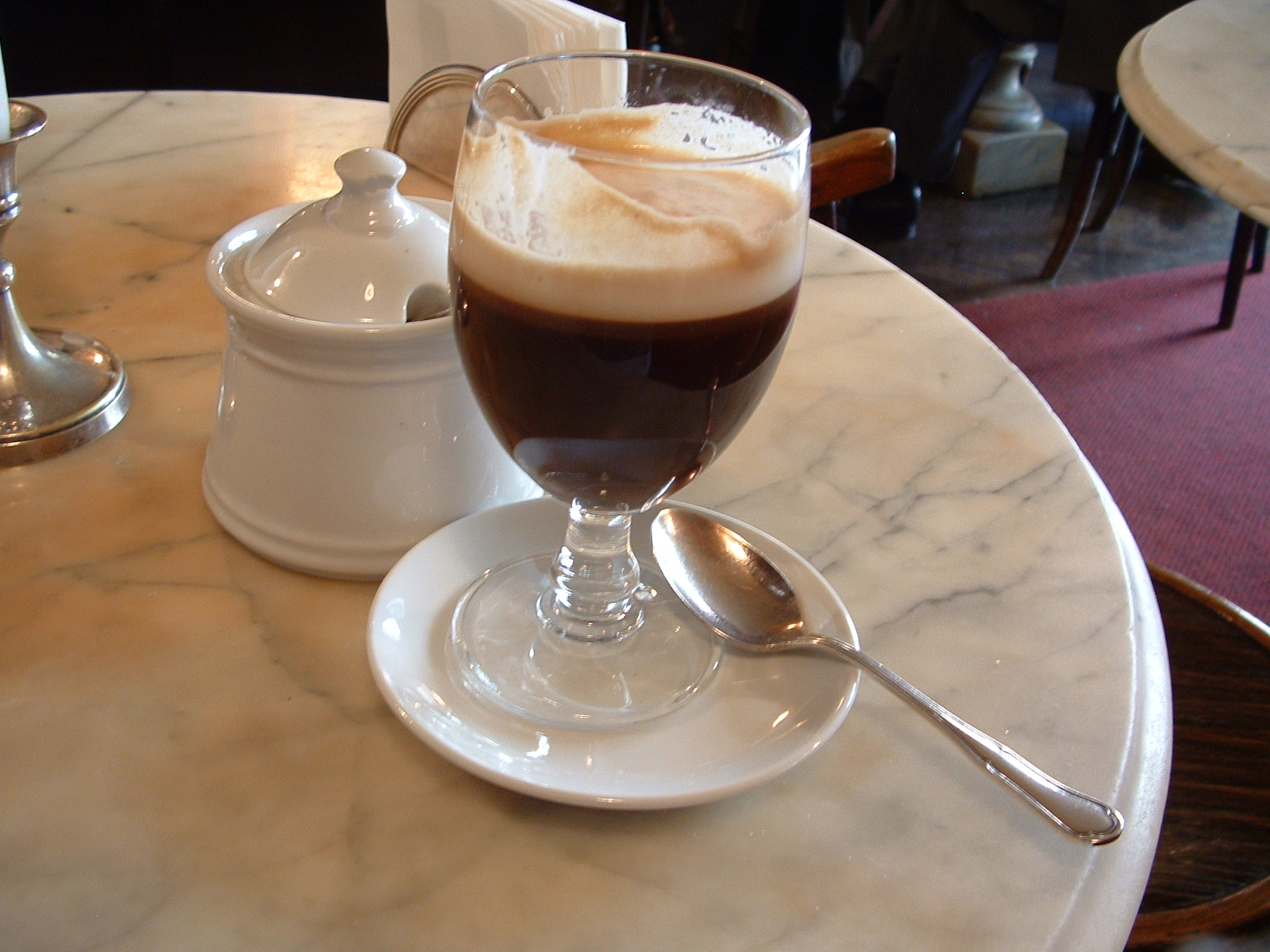
비체린 (이탈리아)
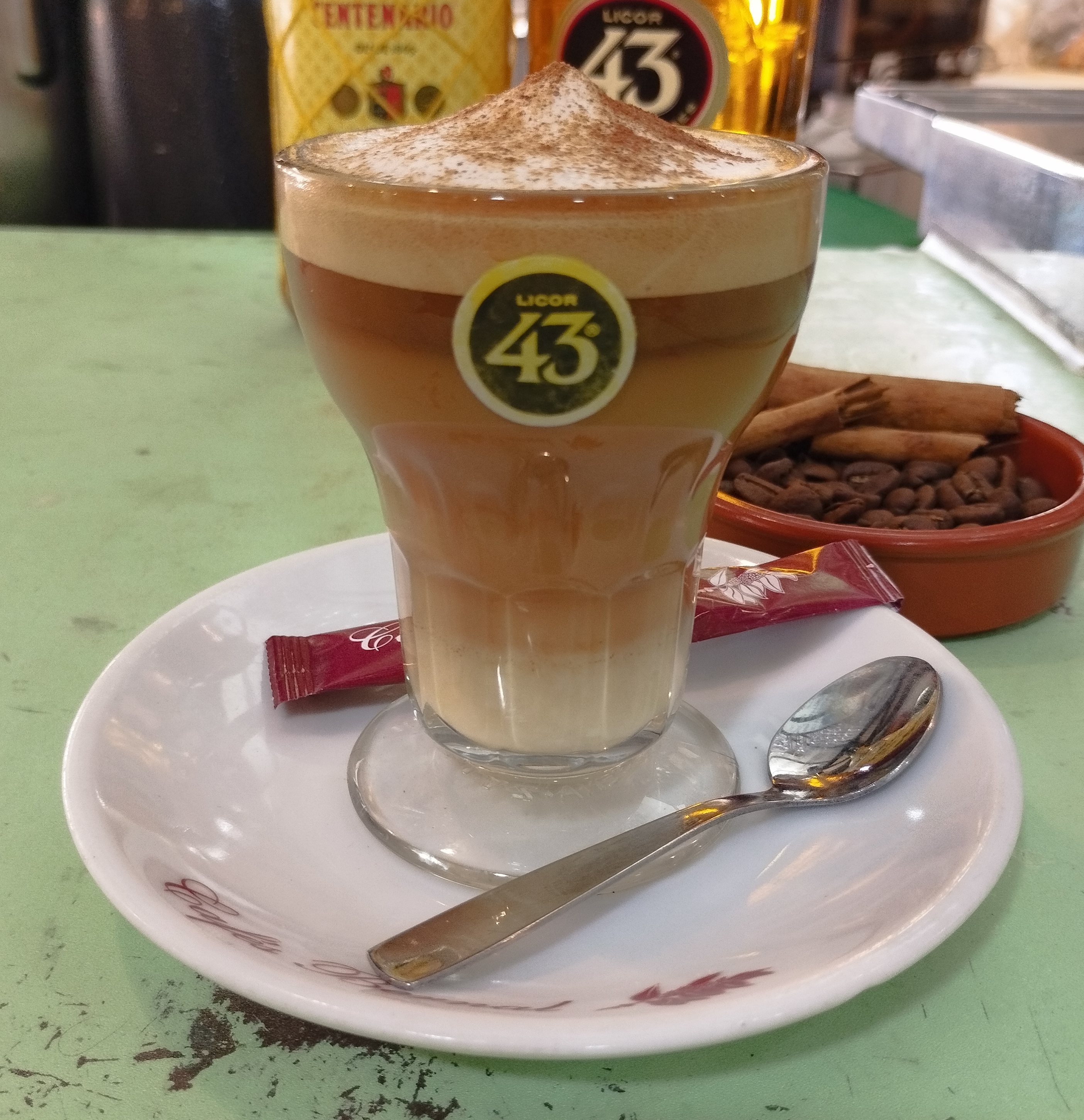
아시아티코 (스페인)
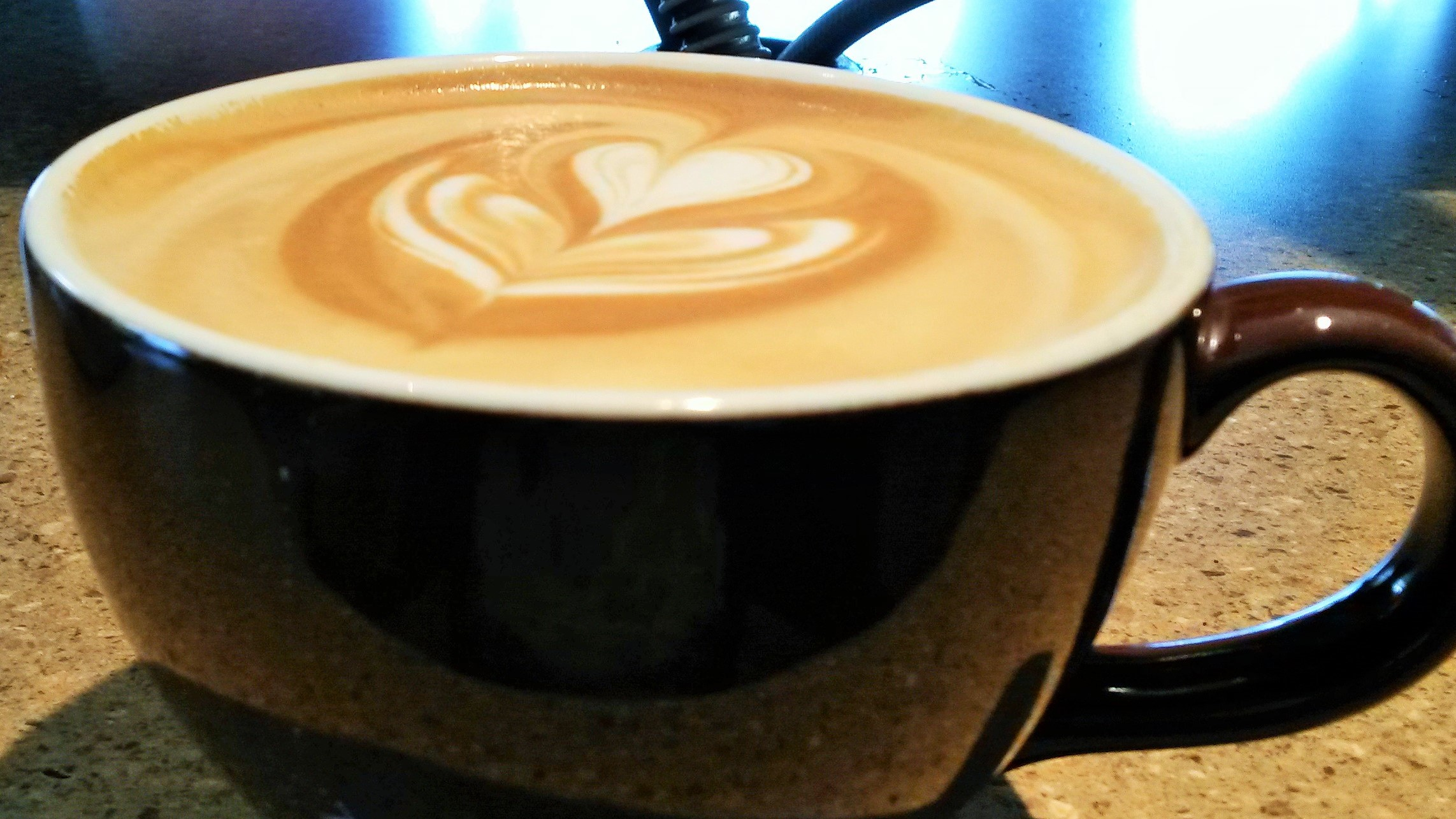
카페 라테 (이탈리아)
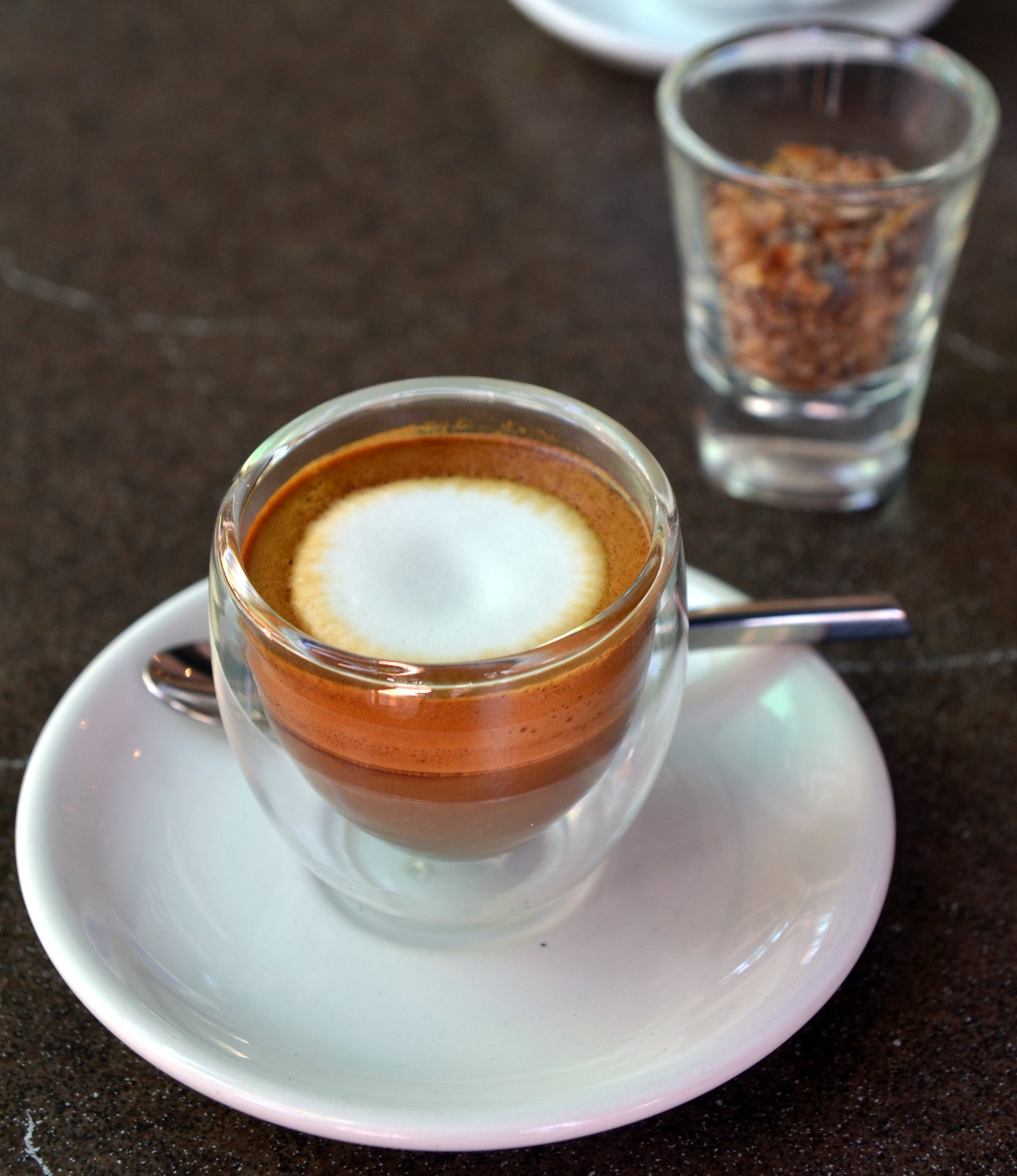
카페 마키아토 (이탈리아)
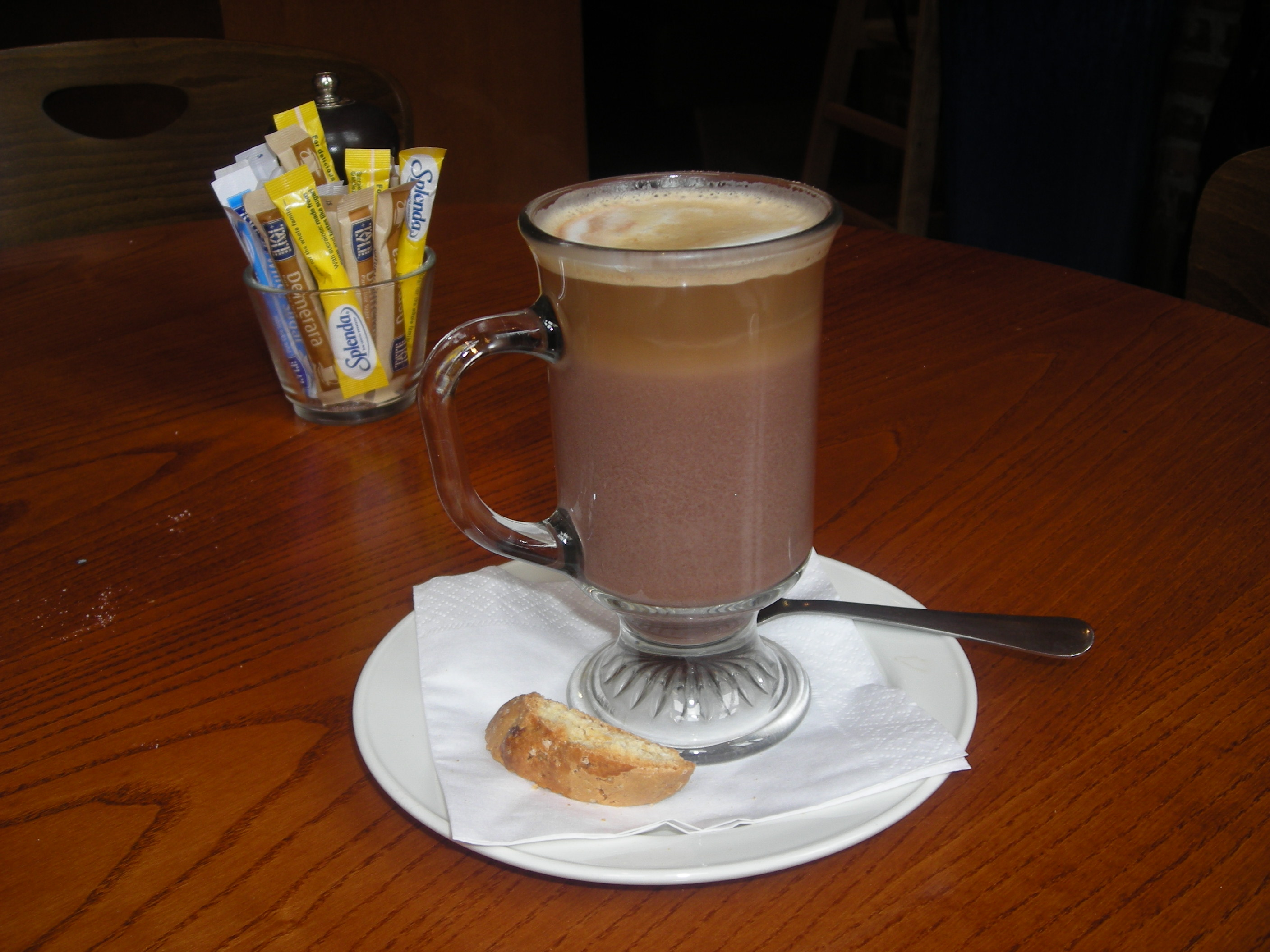
카페 모카 (이탈리아)
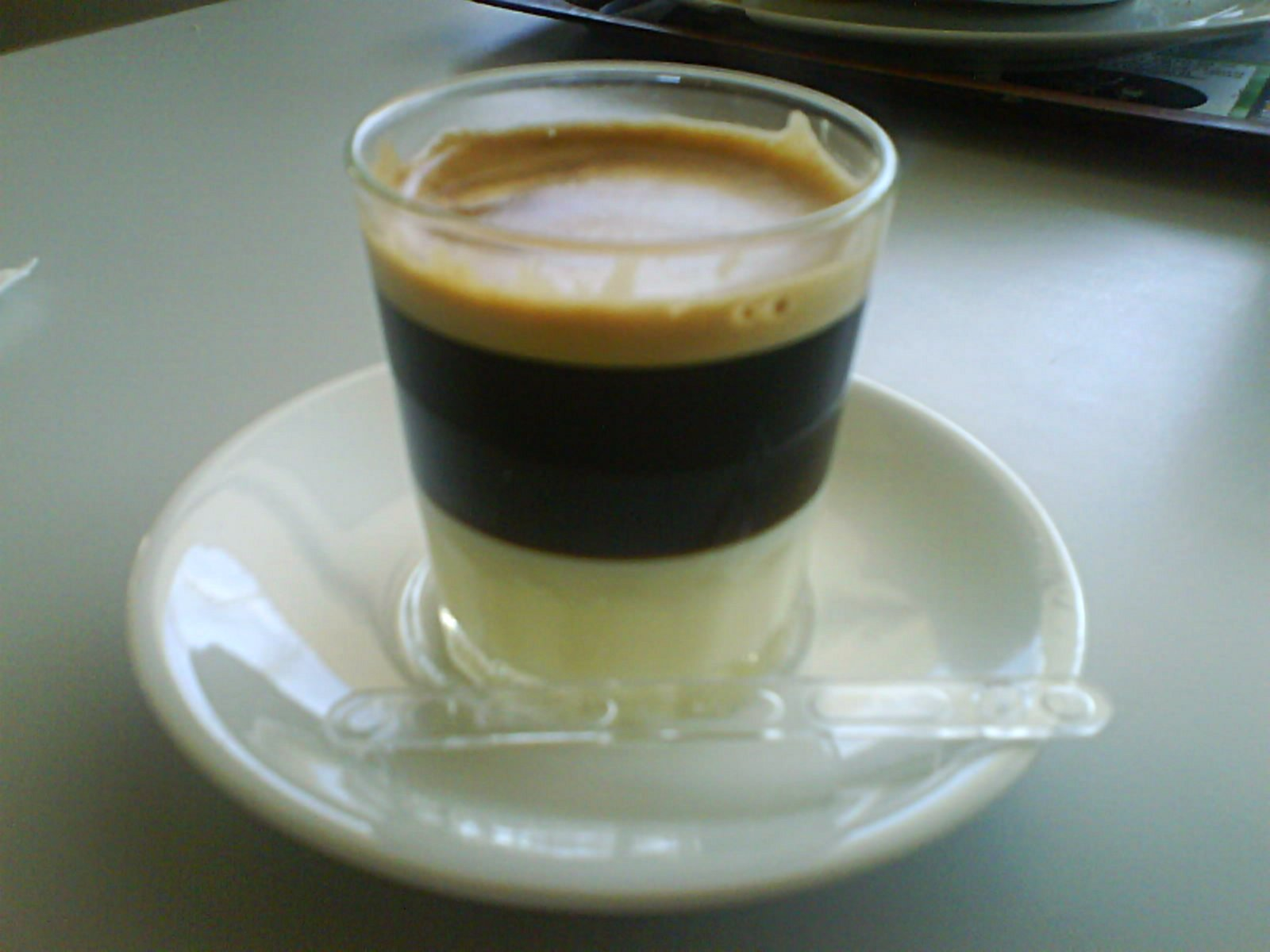
카페 봄본 (스페인)
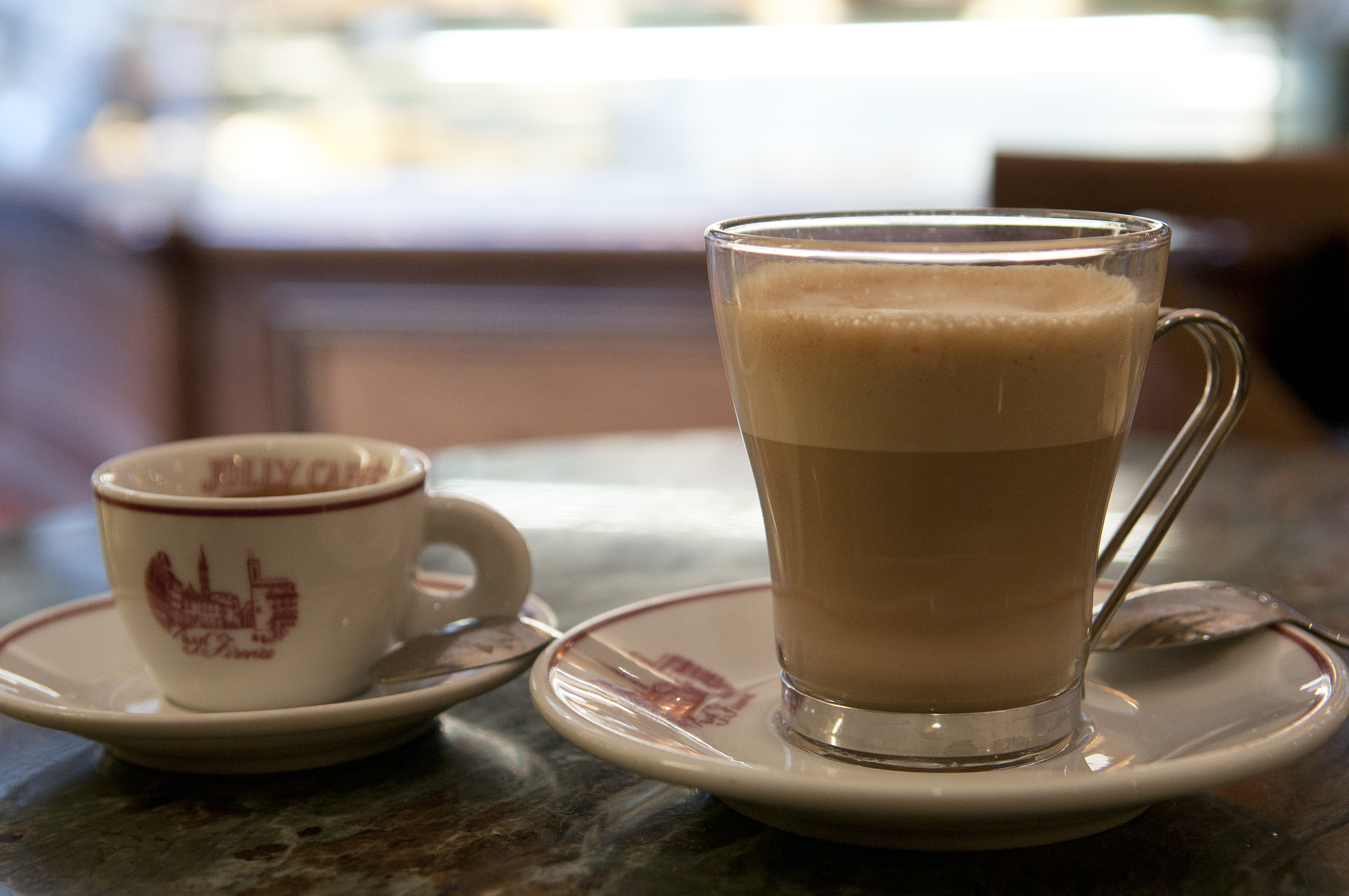
카페 오 레 (프랑스)
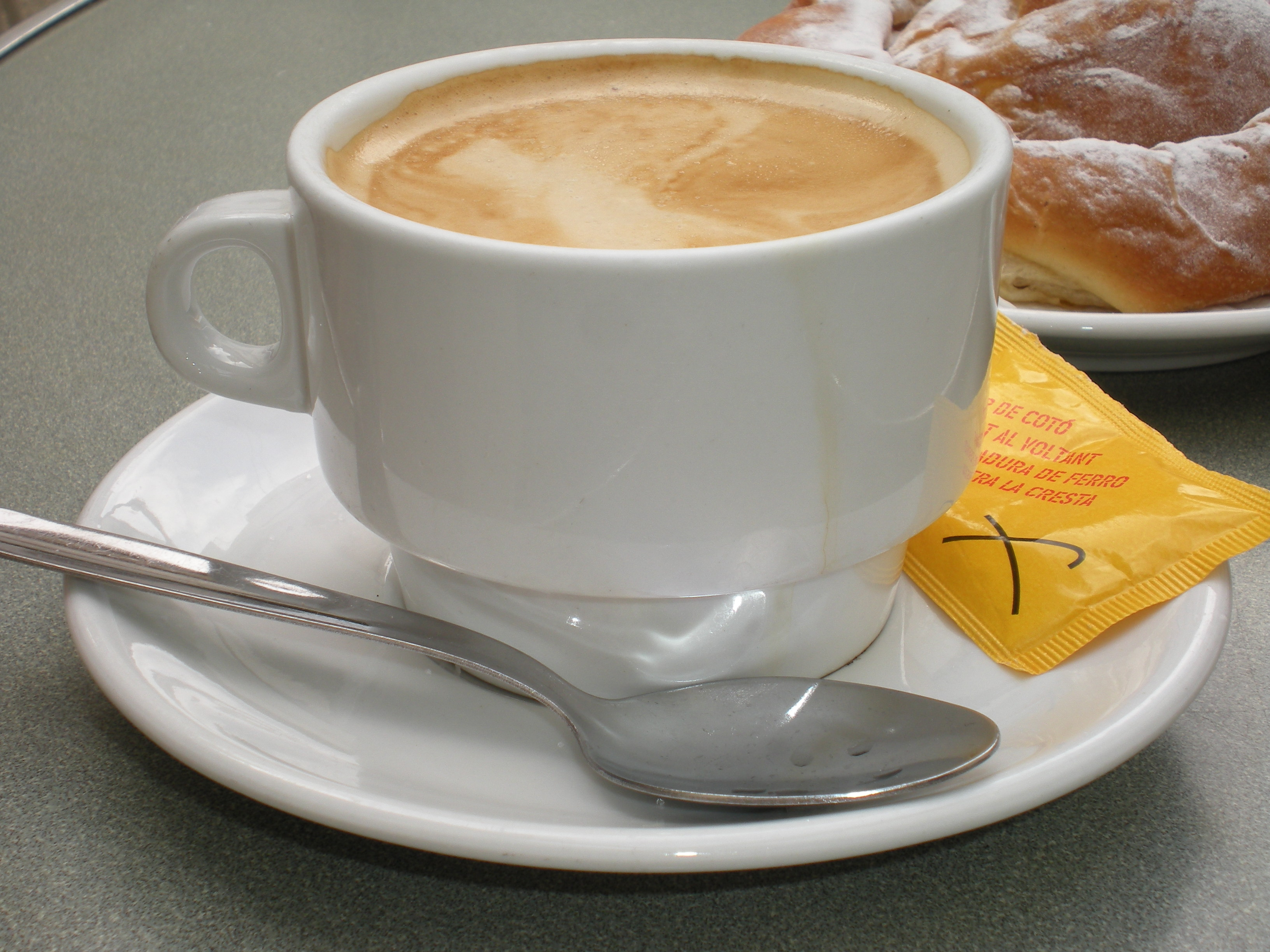
카페 콘 레체 (스페인)
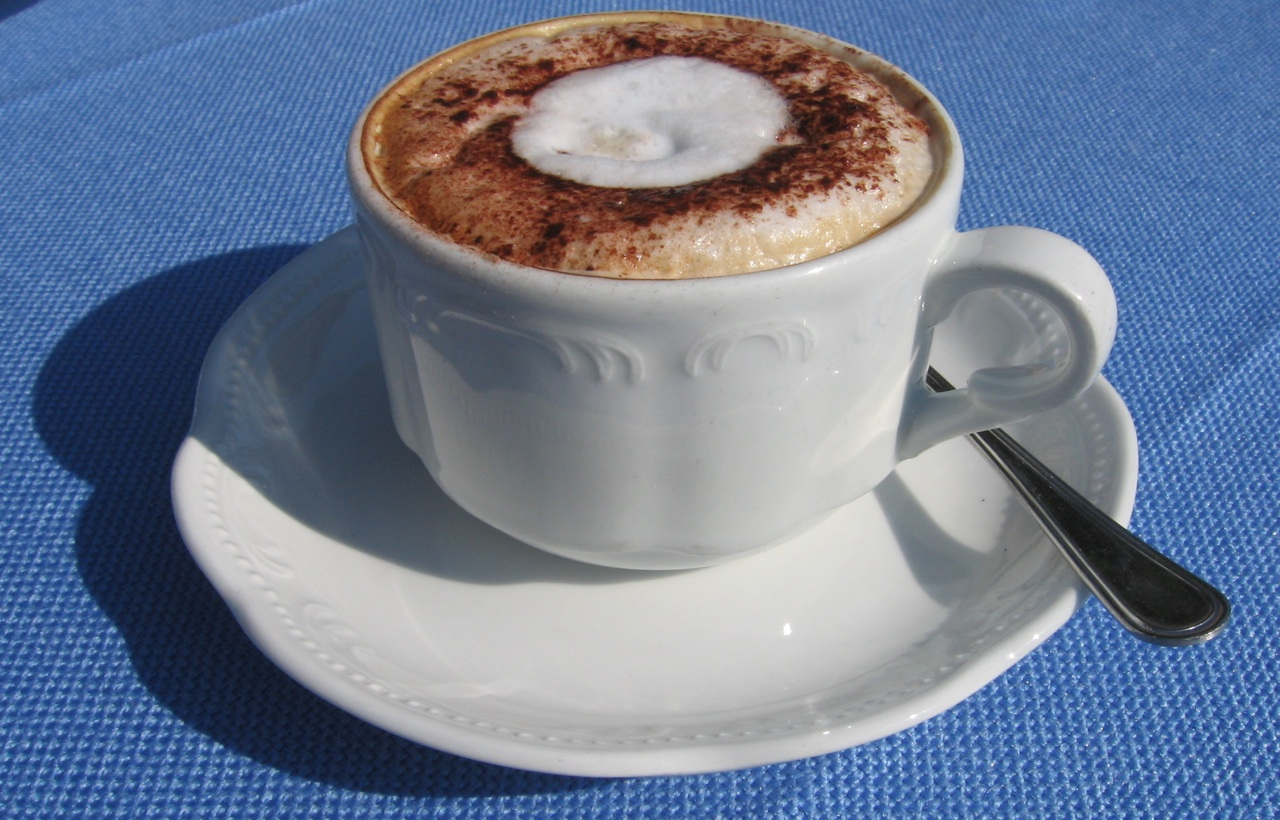
카푸치노 (이탈리아)
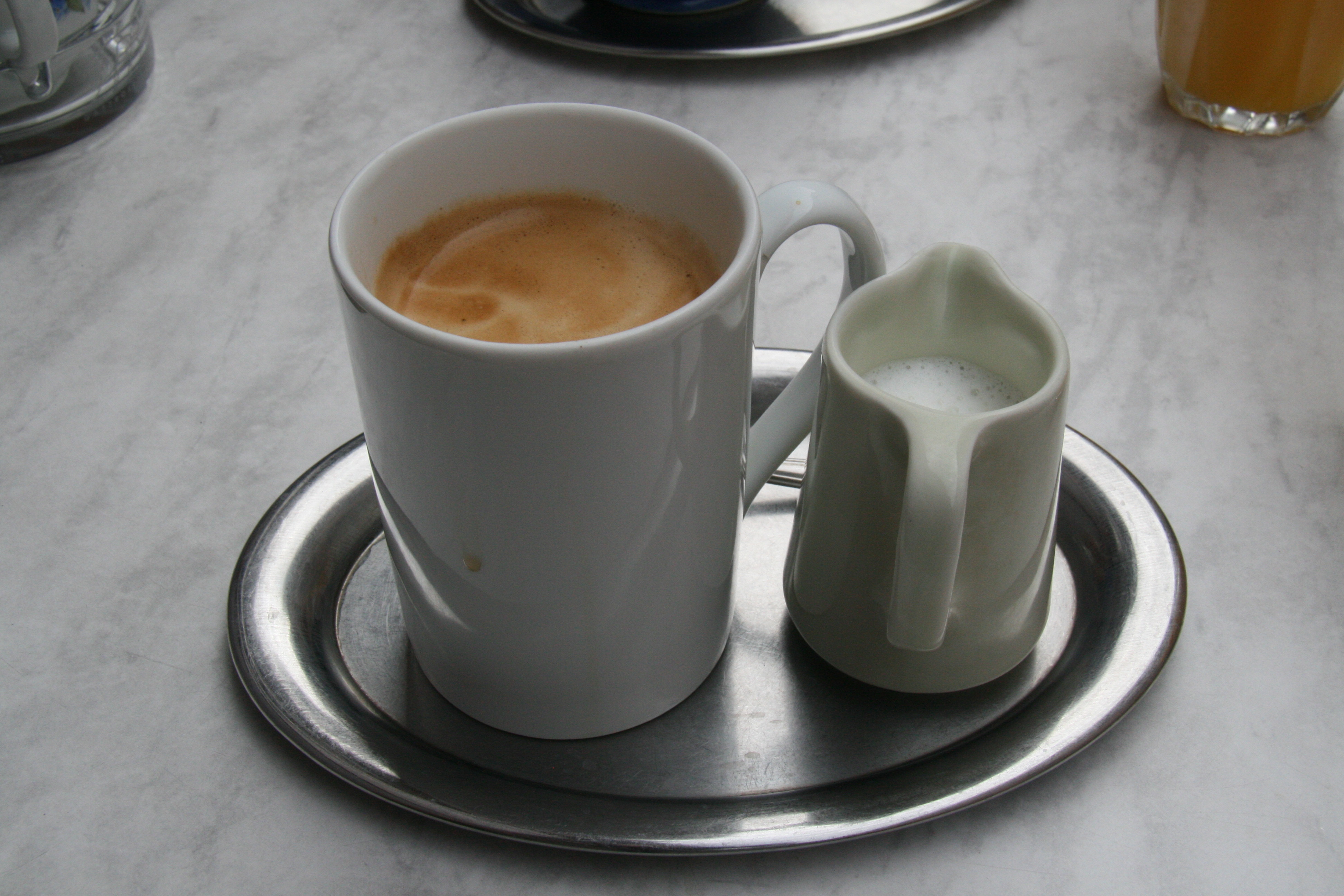
커피 위드 밀크 (미국)
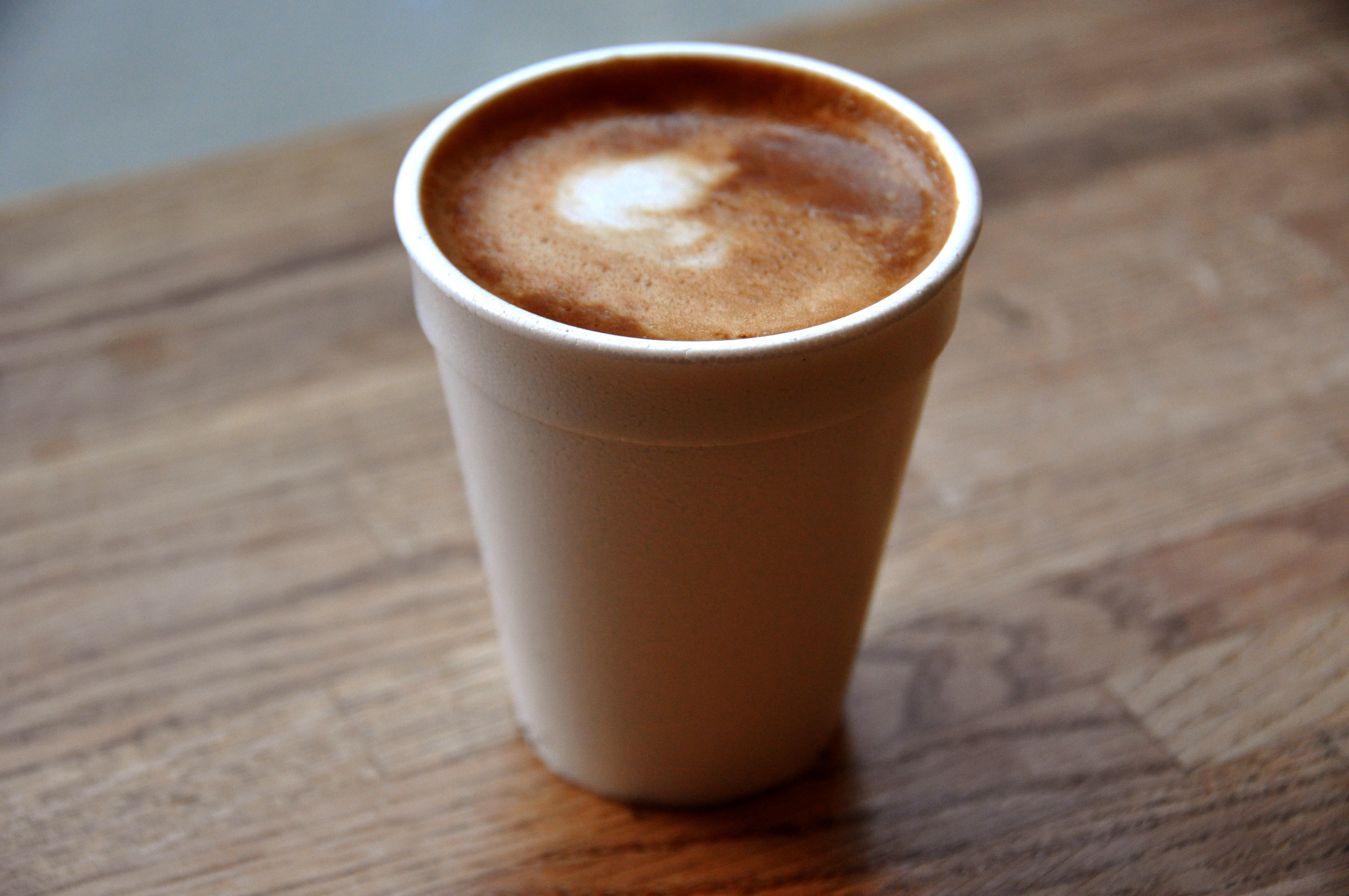
코르타도 (스페인)
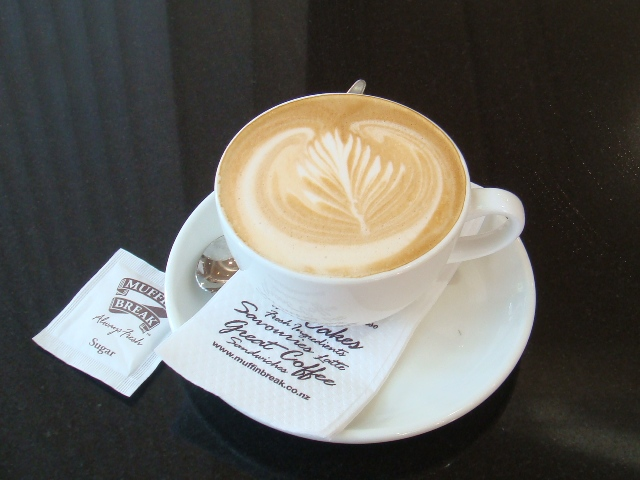
플랫 화이트 (뉴질랜드)
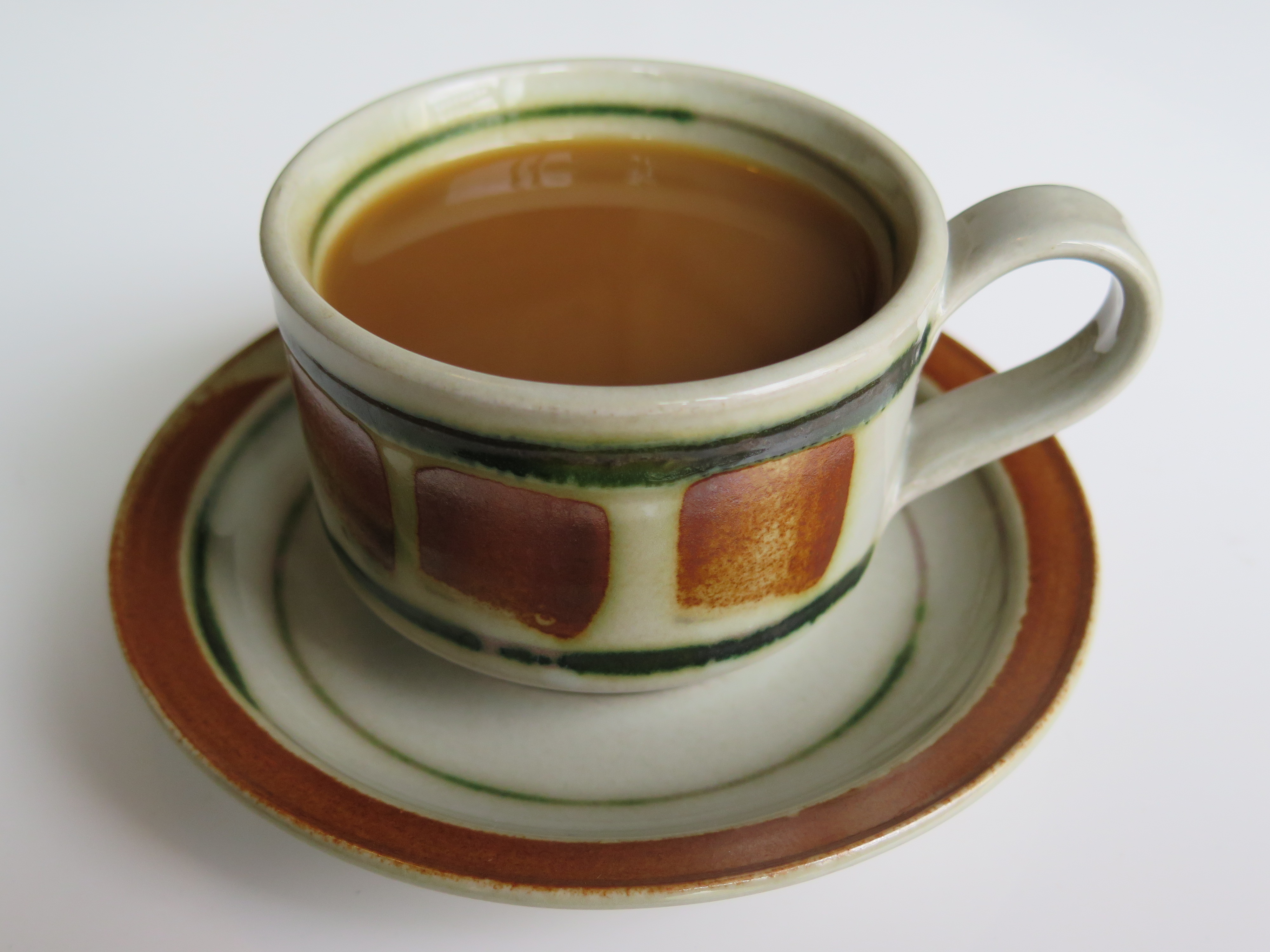
화이트 커피 (영국)

## 같이 보기
- 밀크티
- 블랙 커피
- 커피 우유